# اندیس خاک صنعتی (حجت الله منصوری)
خاک صنعتی (حجت الله منصوری) یک اندیس غیرفلزی است که در حوالی شهر دهشیر استان فارس قرار دارد و مادهٔ معدنی موجود در آن، خاک صنعتی است.سنگ میزبان این اندیس سنگ های رسی و آهکی است  